# Petter Lantz
Petter Lantz, född 1971, är en svensk basist. Lantz var med och grundade rockbandet Lambretta 1993 där han var medlem fram till upplösningen 2005. Därefter bildade han och trummisen Marcus Nowak gruppen Psych Onation samma år. 2011 bildade han även metalbandet Circle of Conspiracy, som gav ut albumet Entity 2014.